# センス・プロダクション
株式会社センス・プロダクション（英文社名；sense-pro）は、東京都渋谷区に本社を置く日本の芸能プロダクション。「センスプロ」と略されることも多い。社名は「センスを感じるプロダクション」に由来する。

## 沿革・概要
- 広告代理店・遊企画から独立した永福真子が東京都新宿区北新宿1丁目36番3号に設立[要出典]。
- アイドルグループお掃除ユニットCLEAR'Sをプロデュースするほか、2014年からは群馬CLEAR'Sを軸とするアイドルライブ「上州アイドル旋風祭」を開催する[2]。
- 2017年夏ごろに、東京都渋谷区渋谷2-14-5 渋谷クリエ4Fから[3]、同区神宮前1-10-34 原宿コーポ602へ移転[4]。

## 主な所属・提携タレント

### 女性タレント
- 西本はるか[5]
- 夏奈子（元・東京CLEAR'S）[5]
- 大和さゆり（元・東京CLEAR'S）[5]
- 宮田翔子[5]
- Sheena（元・東京CLEAR'S）[6]
- 群馬CLEAR'S（小鳥遊理紗、希咲智美、愛川菜月）[6]
- 空風マイキ（業務提携）[要出典]
- さとう珠緒（業務提携）[要出典]

### 男性タレント
- 山本卓弥[6]
- 越中詩郎（業務提携）[6]
- チャーミー中元[5]（業務提携）[6]

## かつて所属・提携していた主なタレント
- 宇那[7]
- 鈴木早智子[8]
- 若林史江[要出典]